# Scaphytopius monticolus
Scaphytopius monticolus är en insektsart som beskrevs av Delong 1944. Scaphytopius monticolus ingår i släktet Scaphytopius och familjen dvärgstritar. Inga underarter finns listade i Catalogue of Life.